# Menna d'Egipte

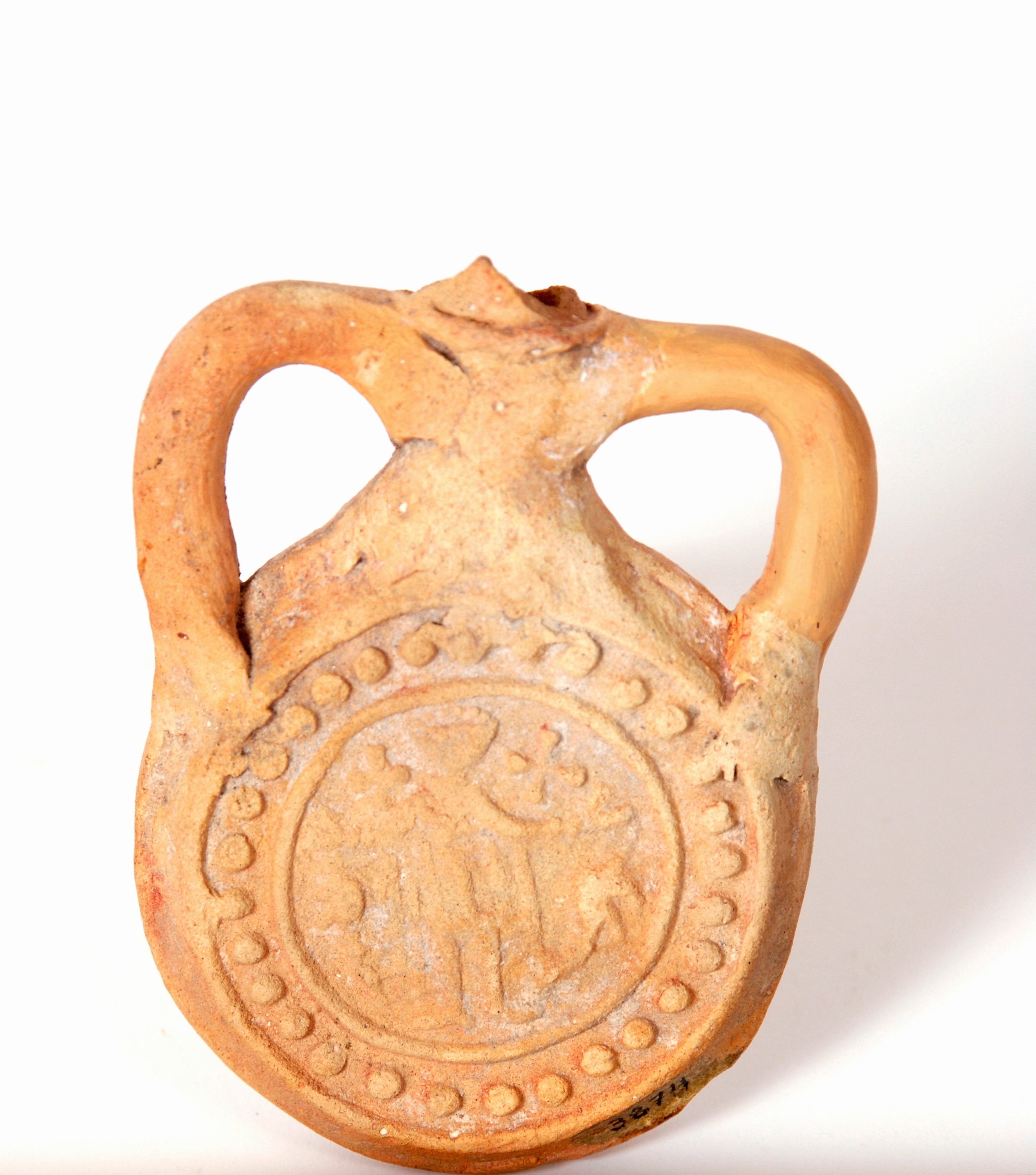
Amforeta del tipus de Sant Menas, de forma circular molt plana, amb boca exvasada i dues nanses. Argila groguenca, època paleocristiana. Conservada a la Biblioteca Museu Víctor Balaguer, Vilanova i la Geltrú.

Menna, també anomenat Mina, Mines o Menes (segons la llegenda nascut a Niceu, prop de Memfis 285 - Cotièon, Frígia, 309) era un anacoreta egipci, màrtir al començament del segle iv i venerat com a sant per diverses confessions del cristianisme. És el sant cristià més popular d'Egipte i un dels més venerats durant els primers segles del cristianisme, tant a Orient com a Occident.

## Llegenda
Menna, segons la tradició, havia nascut a Egipte l'any 285, a la ciutat de Niceu, prop de Memfis. Els seus pares eren cristians, molt devots i lliurats a la pràctica ascètica, però afligits perquè no tenien fills. Un dia, en una festa dedicada a la Mare de Déu, Eufèmia (que era la mare de Menna) pregava a la Mare de Déu que li donés un fill; llavors la icona va parlar i va dir-li: «Amén».
Mesos després, va néixer Menna. El seu pare Eudoxi va morir catorze anys després. Als quinze anys, Menna s'allistà com a soldat a l'exèrcit romà i se'n va anar a Algèria. Assabentat de la persecució que Dioclecià havia iniciat contra els cristians (286-305) mentre prestava servei a Cotièon, a la Frígia, va abandonar l'exèrcit i es va retirar al desert per a viure com a eremita.
Menna va viure-hi durant cinc anys fent pregària i dejuni, fins que va tenir una visió en la qual els àngels li donaven la corona del martiri. Va entendre la crida divina. Va deixar el desert i va començar a predicar el cristianisme entre els pagans. La Passió diu que un dia va entrar a l'amfiteatre de Cotièon i hi va proclamar en veu alta que era cristià, la qual cosa va provocar la seva detenció.
Va ser empresonat i conduït davant del prefecte, que va ordenar que fos flagel·lat. Lligat a un pal, va ser portat al mig del desert, on va ser torturat sota el sol. Va ser estès i arrossegat sobre puntes de ferro, colpejats amb maces, etc. Finalment, va ser decapitat, segons la llegenda, l'11 de novembre del 309.

### Llegenda de les relíquies
El cos de Menna va ser llençat al foc, però no va sofrir danys. La germana de Menna va poder recuperar-lo, comprant els soldats, i el va portar a Alexandria, on el sebollí a una església. Durant el papat d'Atanasi d'Alexandria, un àngel li aparegué i li digué que carregués el cos de Menna en un camell i el portés al desert, cap a l'oest. En un punt del camí, a la llacuna Mareòtida, prop de la ciutat, el camell s'aturà i no volgué avançar més: en aquell punt va ser enterrat el cos del sant.
Els amazics de la Pentàpolis cirenaica es van aixecar i el governador romà, en secret, va prendre el cos de Menna perquè protegís la ciutat. El governador va derrotar els amazics i va tornar a Alexandria. No obstant això, no va retornar el cos sant a la seva sepultura i volia conservar-lo a la ciutat. En passar per la llacuna Mareòtida, el camell que portava el cos no va voler continuar: justament al mateix lloc on havia estat sebollit el sant, va aturar-se i es va agenollar. Van canviar el cos de camell, però el segon camell va fer el mateix i va agenollar-se davant l'antiga tomba. El governador, entenent la voluntat divina, va enterrar-hi el cos dintre d'un taüt d'argent.

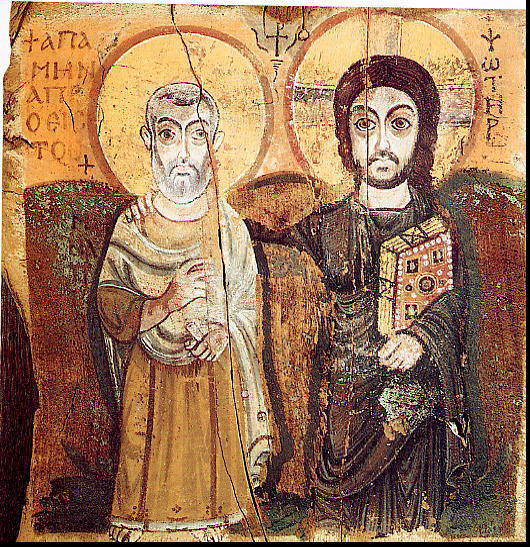
Crist Salvador i Menna, icona del segle vii provinent del monestir de sant Menna a Egipte (París, Louvre)
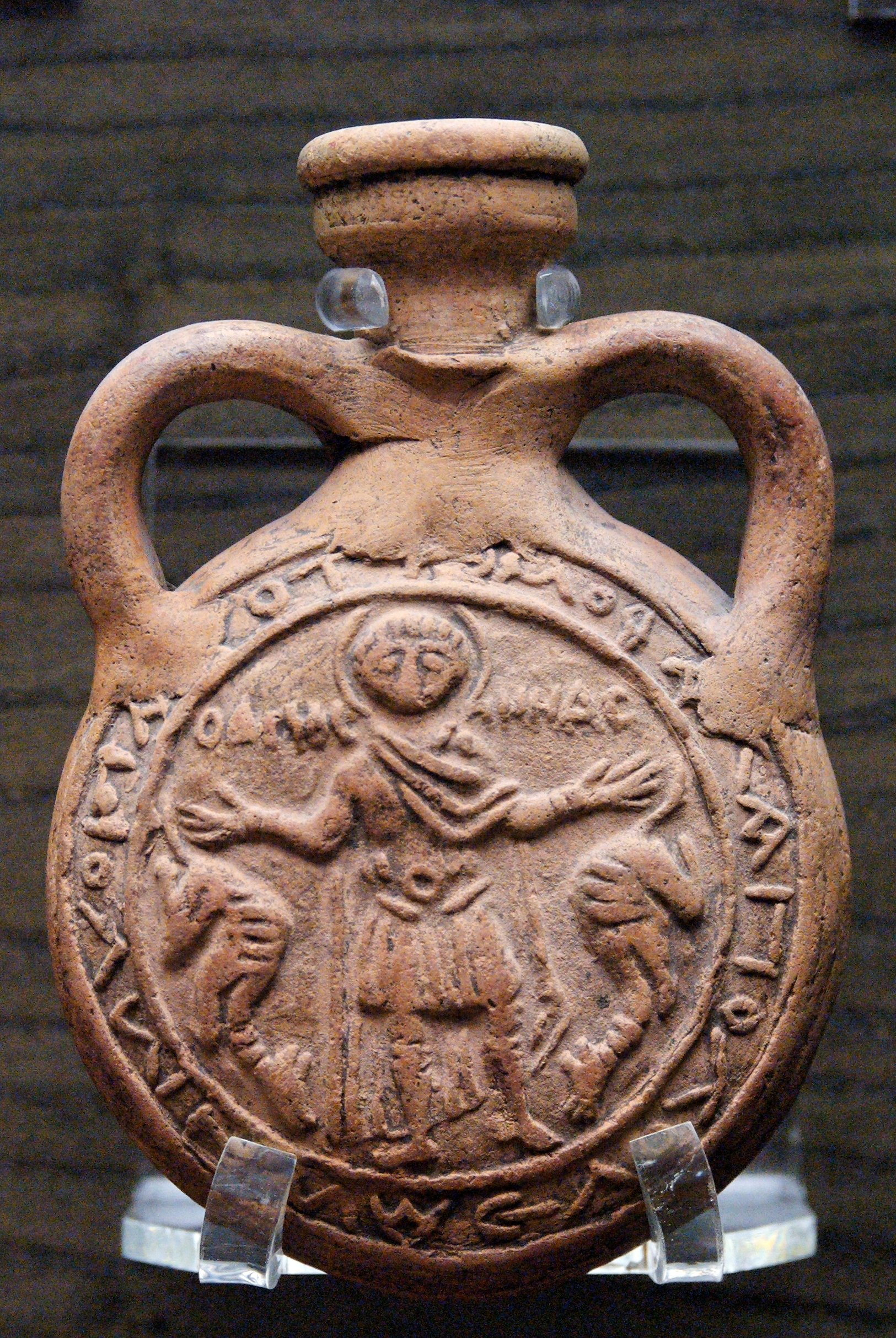
Ampul·la de terracota de pelegrí, amb sant Menna entre els camells, obra romana d'Orient del segle VI o VII (París, Louvre)
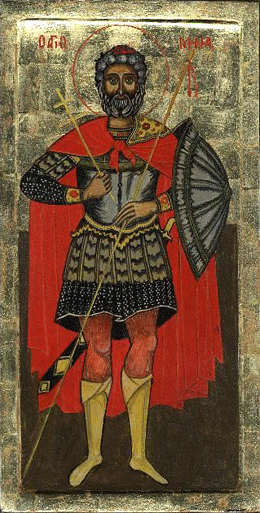
Icona búlgara del segle xviii

Al segle v, la localització del cos s'havia oblidat. Anys després, un pastor va veure que una de les seves ovelles, malalta, ficava la pota en un forat a terra i, en treure-la, era guarida. La història va córrer i tothom que tenia una malaltia i es posava sobre el terra en aquell lloc recuperava la salut. La filla de l'emperador Zenó, que tenia lepra, també va guarir-se. Sant Menna se li aparegué i li digué que el seu cos era allí.

## Catedral i ciutat d'Abu Mena
Zenó va ordenar treure el cos i construí una catedral sobre el lloc. Al voltant hi va créixer una ciutat, Abu Mena, que esdevingué un important nucli de pelegrinatge. Malalts de tot arreu anaven a cercar-hi el guariment, i Menna va esdevenir un taumaturg. Les ampul·les de sant Menna, de fang amb el nom i la figura del sant impreses, han estat trobades a llocs com Heidelberg, Milà, Dalmàcia, Marsella, Empúries, Dongola (Sudan) o Jerusalem. Es venien a Abu Mena i contenien aigua o oli beneïts, que els pelegrins portaven als seus llocs d'origen. La ciutat i la catedral van ser destruïdes durant la conquesta àrab d'Egipte, al segle vii. El 1959, el papa Ciril VI d'Alexandria va començar a construir un nou monestir vora les ruïnes de l'antic. Avui, és un dels monestirs coptes més coneguts i forma part del Patrimoni de la Humanitat de la UNESCO. Conserva les relíquies de Menna.

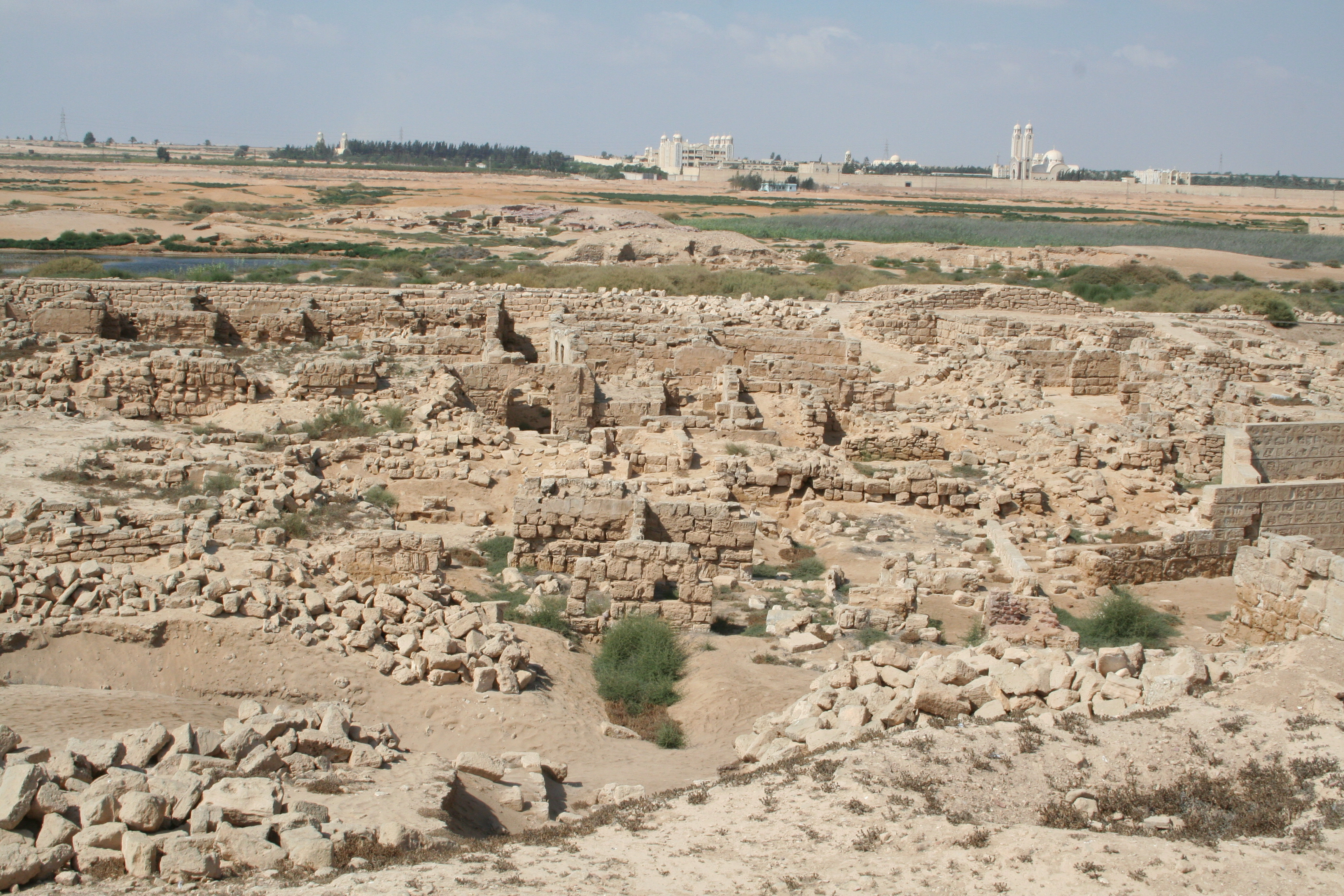
Antic monestir i, al fons, nou monestir d'Abu Mena
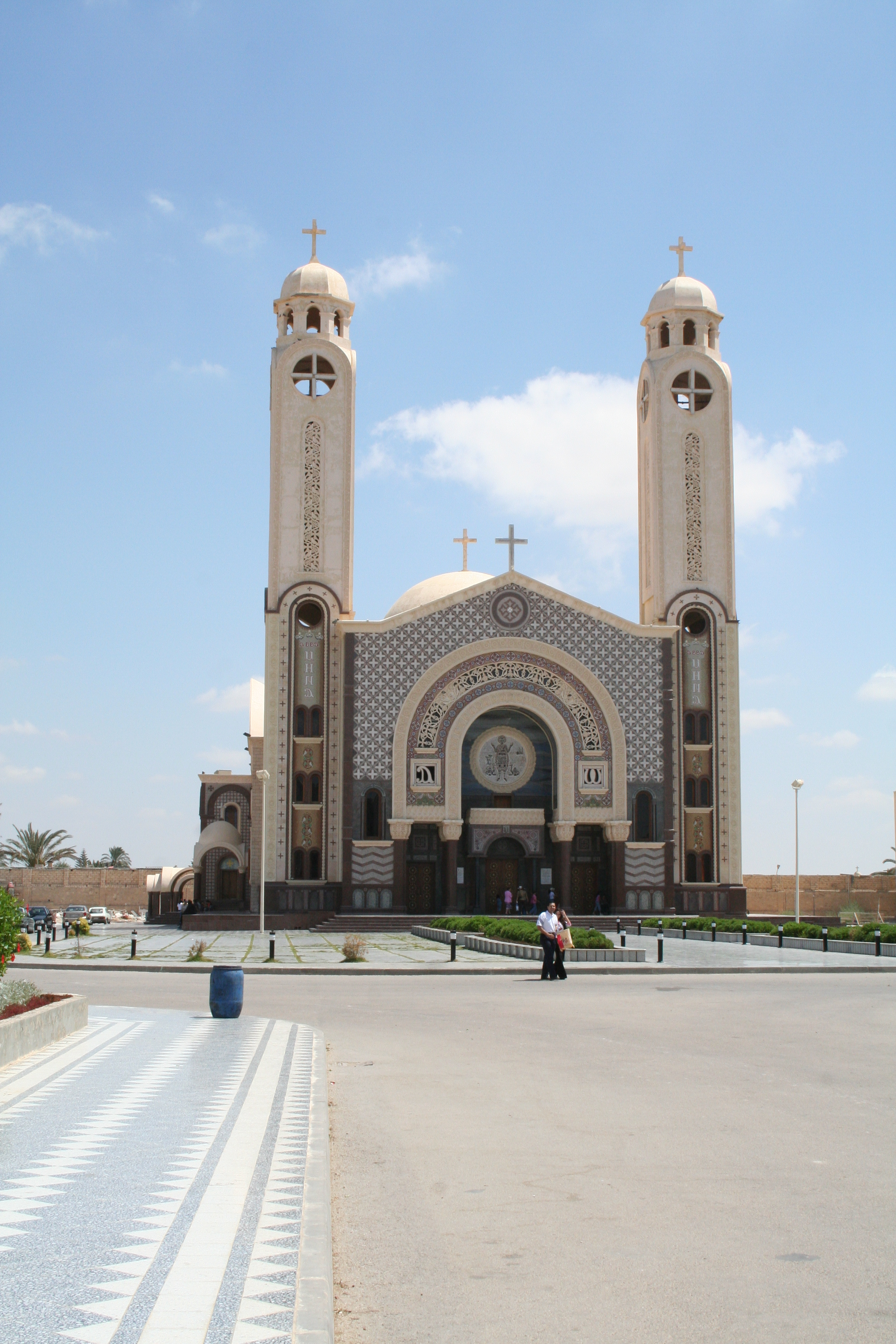
Moderna catedral de sant Menna a Abu Mena
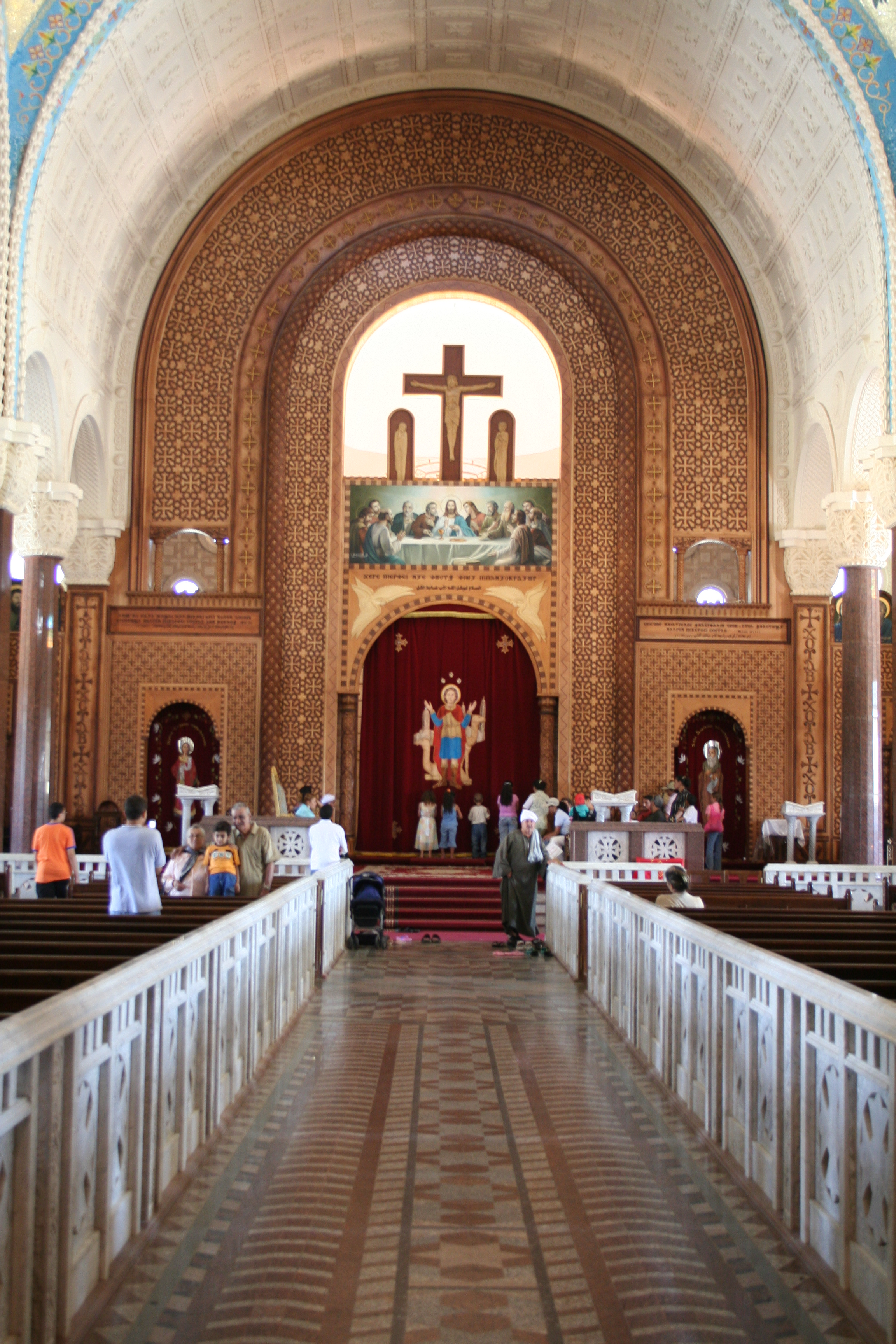
Actual monestir